# Antonio Starabba, Hầu tước xứ Rudinì
Antonio Starabba, Hầu tước Rudinì (16 tháng 4 năm 1839 – 6 tháng 8 năm 1908) là Thủ tướng Ý giữa năm 1891 và năm 1892 và từ năm 1896 cho đến năm 1898.